# Pagórki
Pagórki (IPA: paˈɡurki, deutsch Rehberg) ist ein Dorf in der Gmina Tolkmicko im Powiat Elbląski der Woiwodschaft Ermland-Masuren in Polen. Es befindet sich etwa 8 km südlich von Tolkmicko (Tolkemit) und 20 km nördlich von Elbląg (Elbing).
Rehberg entstand als Siedlung im Zuge der deutschen Ostkolonisation auf dem Gebiet des Deutschen Ordens. Ein Gründungsdatum ist nicht bekannt. Höchstwahrscheinlich stiftete der Landmeister Dietrich von Grüningen im Mai 1255 dem Elbinger Heilig-Geist-Hospital das 40 Hufen umfassende Gebiet der Rehberge. Das Hospital muss dort eine Siedlung begründet haben. 1347 wurde Rehberg erstmals in einer Urkunde des Elbinger Komturs Alexander von Kornre als Dorf genannt. Wahrscheinlich erhielt es seinen Namen von dem Waldgebiet „Rehberge“, in dem es gelegen war. 1432 schenkte der Orden das Dorf mitsamt den Rehbergen dem Landesritter Hans von Baysen, das Heilig-Geist-Spital wurde mit anderen Ländereien kompensiert. Rehberg wurde somit Rittergut. 1905 hatte die Ortschaft 95 Einwohner.
Nach der Niederlage des Deutschen Ordens stand Rehberg zwischen 1466 und 1772 als Teil von Preußen königlichen Anteils unter nomineller Hoheit der polnischen Krone. Zwischen 1772 und 1945 gehörte es dann zur preußischen Provinz Westpreußen, mithin seit 1871 zum Deutschen Reich. Ab ca. 1772 bis 1823 hatte der Ort eine eigene Schule, die aufgelöst wurde, nachdem Rehberg dem benachbarten Gutsbezirk Cadinen zugeschlagen worden war. Die bisherigen Schulkinder wurden nach Cadinen umgeschult. Bis 1945 gehörte das evangelische Rehberg zum Kirchspiel Tolkemit.

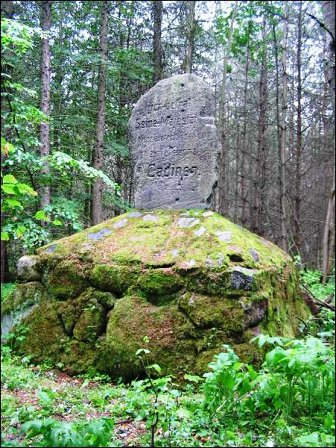
Der Kaiserstein, der an den Besuch Kaiser Wilhelms II. im Jahr 1899 erinnert.

Nach dem Zweiten Weltkrieg wurde die deutsche Bevölkerung aus Rehberg vertrieben und der Ort in Pagórki umbenannt. Im heutigen Pagórki existiert noch ein stattliches Arkadenhaus aus dem frühen 19. Jahrhundert mit vier Arkaden und einem Walmdach. Darüber hinaus besteht noch mit dem „Kaiserstein“ ein Denkmal, das an einen Besuch Kaiser Wilhelms II. erinnert. Im Frühjahr 2013 wurde mit dem Bau des Dorfgemeinschaftshauses begonnen, der Ende desselben Jahres fertiggestellt wurde.